# Nico Baracchi
Pour les articles homonymes, voir Baracchi.

Nico Baracchi, né le 19 avril 1957 à Celerina et mort le 24 mars 2015 à 57 ans, est un skeletoneur et bobeur suisse actif durant les années 1980 et les années 1990.

## Biographie
Il a obtenu deux médailles d'argent aux championnats du monde de la FIBT dont l'une en bob à quatre en 1989 et l'autre en skeleton en 1982. Son meilleur classement en Coupe du monde de bobsleigh est une troisième place en 1989.

## Palmarès

### Championnats du monde
- 1989 :  Médaille d'argent en bob à quatre.
- 1982 :  Médaille d'argent en skeleton.

### Championnats d'Europe de skeleton
- 1983 :  Médaille de bronze
- 1984 :  Médaille d'or
- 1985 :  Médaille d'or
- 1986 :  Médaille d'or